# 北汕 (臺灣)
北汕，是臺灣臺中市大安區的一個傳統地域名稱，位於該區中北部。相較於今日行政區，其範圍大致包括福住里不含南部偏西及東南部邊界地帶、西安里北部邊界地帶中偏西段。

## 歷史
台灣清治末期，北汕地區為一街庄，稱為「北汕庄」，隸屬於苗栗三堡。該庄西北臨台灣海峽，北及東與下大安庄為鄰，東南邊為社尾庄，南邊與西南邊為頂腳踏庄、海墘厝庄。
1901年（日明治三十四年）11月，全台廢縣廳改設二十廳，該庄隸屬於苗栗廳。1903年（明治三十六年）6月，該庄編入「大安區」，仍隸屬於苗栗廳。1909年（明治四十二年）10月，全台二十廳合併為十二廳，苗栗廳廢止，大安區改隸屬於臺中廳。1920年（大正九年），全台地方制度大改正，該庄改制為「北汕」大字，隸屬於臺中州大甲郡大安庄。
戰後大安庄改制為大安鄉，隸屬於臺中縣，大字亦改制為村。1950年10月，中、彰、投分治，大安鄉隸屬不變。2010年12月，隨著臺中縣、市合併為直轄臺中市，大安鄉改制為大安區，村亦改制為里。

## 聚落
本地區有北汕莊、福住莊等聚落。

## 交通
省道台61線又稱「西部濱海快速公路」，是新北市八里至臺南市安南的快速公路，大致以北北東—南南西走向經過北汕地區西部。由此可快速前往台灣西部海岸各地。
區道中7線（中山北路）是田心子至水汴頭道路，大致以北北東—南南西走向轉東南東—西北西走向再轉東北—西南走向經過本地區西部。由該道路向北北東轉東北可前往下大安西部、田心子並止於安田庄，向西南經海墘厝後轉南南東可前往溪洲西北部、龜殼、中庄、東勢尾、六塊厝東北部的水汴頭聚落並止於省道台1線路口。
區道中9線（南北七路）是田心子至下腳踏的道路，大致以北北東—南南西走向經過本地區中部偏東地帶。由該道路向北北東可前往下大安、頂大安、田心子並止於區道中7線路口，向南南西可前往頂腳踏西南部邊界地帶的市道132號路口。

## 產業
- 北汕漁港

## 景點
- 大安海水浴場